# Metons cykel
Metons cykel är en 19-årsperiod under vilken tid månaderna samordnas med månens växlingar, så att månfasen för någon viss dag av ett visst år måste vara densamma som månfasen för samma datum 19 år före eller efter det ifrågavarande året. Den är uppkallad efter den grekiske astronomen Meton.  
Anledningen till  cykeln är att det på 19 tropiska år går 6 939,60 medelsoldygn och 235 synodiska månader (månmånad, inte kalendermånad) motsvarar 6 939,69 sådana dygn, en skillnad på bara 0,09 dygn. Det dröjer mer än 200 år innan skillnaden uppgår till ett helt dygn. 
Gyllental kallas det tal, som anger ett års ordningsnummer i måncykeln. Årets nummer bland de 19 i måncykeln anslogs med guldskrift under antiken. Gyllentalet får man om årtalet delas med 19 och den rest som divisionen lämnar ökas med 1. Ett exempel: om årtalet 325 delas med 19 får man svaret 17 och som rest 2 vilket ger gyllentalet 3. Vår tideräknings första år, år 1, börjar alltså med gyllentalet 2. 
En annan benämning på denna lunisolarkalender är enneadekaëtéris (av grekiska ennea – nio, deka – tio och étos – år). Den infördes av grekerna 432 f. Kr. och senare av babylonierna.

## Den metonska fullmånen
Metons cykel har även använts för att beräkna när den kristna påsken infaller. Den metonska fullmånen – även kallad ecklesiastiska fullmånen och påskfullmånen – är fullmånen beräknad efter Metons cykel, varför dess datum inte nödvändigtvis sammanfaller med den astronomiska fullmånens.